# 敷香郡

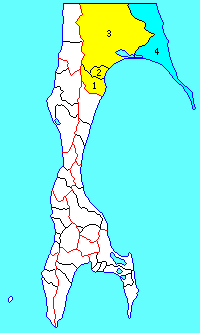
樺太・敷香郡の位置（1.泊岸村 2.内路村 3.敷香町 4.散江村 水色：後に他郡から編入された区域）

敷香郡（しすかぐん）は、日本の領有下において樺太に存在した郡。
以下の1町3村を含んだ。
- 泊岸村
- 内路村
- 敷香町
- 散江村

1935年（昭和10年）時点での当郡の面積は9,586.86平方km、人口は40,132人（男25,381人・女14,751人）。戦前の日本本土に存在した郡としては最大の面積を有した。散江郡編入後はさらに郡域が拡大し、12,416.36平方kmにも及んだ。これは新潟県の面積に匹敵する。

## 郡域
1915年（大正4年）に行政区画として発足した当時の郡域は、敷香町、内路村、泊岸村のうち旧新問村を除いた区域に相当する。

## 歴史

### 先史時代
先史時代、旧石器時代の遺物では、多来加湖最西端の遺跡から、常呂郡置戸町産と紋別郡白滝産黒曜石製の石器が出土。

### 古代
古墳時代の4世紀ころには鈴谷文化が、5世紀ころからオホーツク文化が栄えた。飛鳥時代に阿倍比羅夫と交戦した粛慎 (みしわせ)はオホーツク文化人とされ、粛慎は『日本書紀』や『続日本紀』にも記述が見られる。8世紀ころから樺太中部で用いられた東多来加式土器の名称は、多来加湾岸の多来可村東多来加の遺跡に由来。当時は平安海進期で年平均気温は2～3℃、夏季の海水温は3～5℃高温で、海水面は1.5～2m上昇しており流氷は接岸せず、オホーツク文化人たちは通年漁労および海獣漁がおこなえ、マガキを主体とする東多来加の貝塚もこのころ形成されたようである。
鎌倉時代後半（13世紀）までに、交易品として重要なオオワシ羽やアザラシ皮などを求め、敷香郡域南西部にも擦文文化の担い手が進出したと見られる。当時、和人社会は武士が台頭しはじめており、ワシ羽や海獣皮が矢羽や甲冑などの材料として需要が高まっていた。これらの流通には、安倍氏の末裔の安東氏など奥羽の豪族もかかわっていた。同時に、和人社会から和産物の流入もあり、擦文文化からアイヌ文化への転換の契機となったとみられる。しかし、タライカ湾岸への進出やアイヌ文化への転換・確立は、他地域よりも遅かったようである。擦文文化の担い手はアイヌの祖先である。

### 中世
鎌倉時代に蝦夷管領・安東氏が唐子と呼ばれる蝦夷（アイヌ）を統括（『諏訪大明神絵詞』）。中世の安東氏は十三湊を拠点とし、奥州藤原氏を引き継ぐ陸の豪族であるとともに、安藤水軍と呼ばれる武装船団を擁していた。その活動範囲は、日本海北部を中心にかなり広範囲に及んでいたという（『廻船式目』）。蝦夷社会で騒乱が起こるとこれを鎮めるため、しばしば津軽から出兵した。

#### 吉里迷・蒙古と唐子エゾ陣営の戦い
敷香郡域のある樺太中部はアイヌ（唐子エゾ、骨嵬）と吉里迷（ギレミ、吉烈滅）が接する地であり、ワシ羽などの産品を巡り唐子エゾと吉里迷の間で争いが生じ、1264年以降、吉里迷から援軍を求められた蒙古や、唐子エゾの後ろ盾で安藤水軍を擁する安東氏を巻き込んで死闘が繰り広げられたと思われる（モンゴルの樺太侵攻や白主土城および名好郡#中世も参照）。1308年（徳治3年/延慶元年）に唐子側から停戦条件を提示し実質「和睦」して戦闘をやめ、交易するようになっていた。その後、蒙古（元）は、明との争いが続き1368年（南朝:正平23年、北朝:応安元年）中国大陸の支配権を失い北走、大陸の黒龍江下流域もしばらく空白地帯となっていた。

#### 関東御免船
室町時代になり、安藤水軍は関東御免船として活動した。北方産品を大量に仕入れ全国に出荷するとともに、和産物を蝦夷社会へ供給していたという（『十三往来』）。多来加湾岸からは、和人社会から流入する鉄鍋の影響を受けた内耳土器などが出土しており、これはアイヌ文化が確立する過程を知るうえで貴重な遺物である。応永年間に北海の夷狄動乱を平定した安東氏は、日之本将軍と称していた。

#### 波羅河衛
この時代の樺太には、応永19年（1412年）に明の宦官イシハ（亦失哈）が来航し、苦夷（多来加アイヌか）と接触。これについて、日本側では「応永の蝦夷の乱」として記録が残っているという。応永35年/正長元年（1428年）までに、郡域内を流れる幌内川流域内陸部に住むオロッコ（ウィルタ）の酋長が、明の羈縻政策を司る奴児干都司（大陸の外満洲）に赴いて朝貢交易し、名目的な役職として波羅河（ポロホー）衛（羈縻衛）指揮官の称号を付与（冊封） されていた。しかし、7年後の永享7年（1435年）に奴児干都司は廃止され、幌内川流域への影響は解消するものの、大陸との交易は15世紀後半にかけて続けられた。

#### タライカ人（多来加アイヌ）
一方、唐子は北海道日本海側や北海岸および樺太南部に居住し、生活必需品を入手するため渡党の領域まで赴いていた（城下交易も参照）。文明17年（1485年）、唐子の乙名は安東氏の代官武田信広に銅雀台瓦硯を献じ配下になったと伝わる（『福山秘府』）。ただ、敷香郡域や新問郡域などに住むタライカ人（多来加アイヌ）に関する後世の『北蝦夷餘誌』の記述では、他の樺太アイヌと習俗が異なるとされている。また、言語については、アイヌ語#下位区分も参照。これはアイヌ文化への転換・確立が遅かったことに加え、1430年前後から15世紀後半にかけ大陸と交易していた幌内川流域の波羅河（ポロホー）衛の影響の可能性も想定される。しかし、ニクブンやオロッコとは緊張状態にあったようで、特にオロッコとの間で激しい戦い「タライカ合戦」がおこなわれ、タライカ、オロッコ双方に伝承が残っていたとされる。
アイヌの中でも、タライカ人は早くから大陸と交易していたことが知られていた。近世以降、1643年にオランダのフリースが多来加湾岸に来航した際すでに大陸に渡航しており、また、『北海随筆』の刊行された元文4年（1739年）当時に山丹と交易していたのもタライカ人であったという。

### 近世
江戸時代になると、敷香郡域は西蝦夷地に属し慶長8年（1603年）宗谷に置かれた役宅の管轄となっており、貞享2年（1685年）宗谷場所に含まれた。コタンケシ（内路村古丹岸）やタライカ（多来可村多来加)の樺太アイヌの乙名はしばしば宗谷までオムシャに出向いており、元禄13年（1700年）、松前藩から幕府に提出された松前島郷帳に「しいた」「おれかた（オロッコ）」「にくぷん（ニクブン）」の記載が見える。宝暦2年（1752年）ころシラヌシ（本斗郡好仁村白主）にて交易が行われ、寛政2年（1790年）樺太南端の白主に松前藩が商場（場所）を開設、幕府は勤番所を置く。同時に、クシュンコタン（大泊郡大泊町楠渓）にも藩の出先機関を兼ねた運上屋（会所）が置かれ、敷香郡域の住民は宗谷まで出向かずに済むようになった。当時の樺太場所請負人は阿部屋村山家。
寛政12年（1800年）松前藩、カラフトを藩主直営とする。
オロッコ交易
オロッコやニクブンたちは、主に栄浜郡域の魯礼や内淵などで交易し、山丹で仕入れた品と引き換えに和産物を入手していた（オロッコ交易）。唐太場所開設以降、オロッコ交易の交易地もクシュンコタンの運上屋に変更となり、オロッコやニクブンたちは山丹に対する朝貢に近い交易をおこなっていた。第一次幕領期以降は、白主会所のみに変更となった。

#### アイヌ乙名の山丹渡航
『北夷分界余話』によると、18世紀後半、ナヨロ（泊居郡名寄村）の惣乙名が、交易相手のスメレンクル夷や山丹人を殺害したため、敷香郡域のアイヌ乙名もその報復として満州人に朝貢を求められ、姓長（バラ・イ・ダ）の称号を与えられた（冊封）。
アイヌ乙名たちは幕藩体制下の郷村制の役職を持ったまま山丹渡航し、薩摩藩の附庸国であった琉球王国と同様な外交や交易の形態であった。
しかし、山丹渡航の負担は大変大きく、コタンケシ乙名やタライカ乙名のアイヌの姓長（バラ・イ・ダ）の家系は19世紀に入る頃には没落し、大陸に朝貢する力は残されていなかった。
紛争などが原因で朝貢を強要された例は、他に李氏朝鮮の仁祖があり、その経緯は大清皇帝功徳碑も参照されたい。

#### 第一次幕領期
文化4年（1807年）に文化露寇 が発生し、樺太を含む西蝦夷地が松前奉行の管轄する公議御料（幕府直轄領）となった（〜文政4年1821年、第一次幕領期）。
以降、敷香郡域の住民たちは樺太南端の白主の山丹交易白主会所のみでオムシャや交易を行うこととなった。

#### 松前藩や江戸幕府による北蝦夷地検分
寛永14年（1637年）春、ウッシャム（留多加郡）で越年した甲道庄左衛門が水行20日でタライカ（多来可村多来加)に至った。
第一次幕領期の文化5年（1808年）、間宮林蔵が踏査 し、行きはシー（敷香周辺）に、帰りは多来可村多来加、敷香村の幌内川河口、内路村古丹岸に立寄っている。このとき初めて、オロッコ（ウィルタ）のことが和人社会に紹介された。文化6年6月、西蝦夷地から分立した樺太の呼称は北蝦夷と改められている。
幕末の安政元年(1854年)6月、普請役間宮鉄次郎は東浦タライカ(多来可村多来加)まで踏査した。その結果、当時の敷香郡域も新問郡域と同様、公儀の撫育や介抱が充分に及んでいるとはいえず、住民がクシュンコタン（大泊郡大泊町楠渓）や本斗郡好仁村白主の会所でおこなう交易は、山丹に対する朝貢に近い形態だったようである。
また、安政3年（1856年）に幕吏・松浦武四郎が踏査し、郡域内のナヨロ（内路）とシツカハタ（敷香）に宿泊。そのときの状況は下記のとおり。
○北蝦夷餘誌（安政3年、1856年の状況の一部）
- タライカ- 少し風俗が違う、着ている物も三靼の古着、トドの皮で葺いた屋根
- 内路村（泊岸地区、後の泊岸村北部）
  - コタンケシ（古丹岸） - タライカ人の人家1軒、満州の古着着用
- 内路村
  - ナヨロ（内路） - 川の西岸・タライカ人2軒、東岸・ニクブン人10軒
  - ホロモウケ（幌藻） - ニクブン人がチャマタ（漁具）をかけるところ
- 敷香町
  - シツカ（敷香） - ヲロッコ多く漁具をかけていた。またその墓地数十箇所
  - セチセツト（シツカ川の川端） - ヲロッコ人8軒
  - ハツタ（向岸） - 3軒
  - タナンコタン（多蘭古丹） - ヲロッコ人1軒
  - シリマヲカ - 人家11軒、ハスランケの家に止宿、タライカの人別、75・6人
  - ハーマイト（シツカの川上） - ウタレの家1軒

武四郎の樺太踏査の時点で、ロシア人は未侵出であった。

#### 樺太直捌場所の分立
安政年間(1854年～1860年)以降、東岸は中知床岬以北のオホーツク海側が幕府直捌となる。安政3年（1856年）鳥井権之助、箱館奉行から北蝦夷地差配人を拝命。漁場の開発や当時の敷香郡域に住むタライカ人（多来加アイヌ）やオロッコの撫育が急務とされ、安政5年（1858年）箱館奉行定役小田井蔵太、東浦シスカ川漁場の開発許可される。文久2年（1862年）、安房勝山藩は静香川近辺に警固の拠点を構え、東岸シスカに藩士・渡辺隆之助や領民を派遣し漁場を開設。弁才船も敷香に来るようになり、東岸はシスカ（敷香町）やタライカ（多来可村多来加)周辺まで、幕府による警固や行政が及んだ。当時の地方行政については、場所請負制成立後の行政および江戸時代の日本の人口統計を、漁場の状況については北海道におけるニシン漁史も参照されたい。

#### 幕末の樺太警固（第二次幕領期）
安政2年（1855年）日露和親条約で国境が決定できず、樺太を含む蝦夷地が再び公議御料となった（第二次幕領期）。秋田藩が樺太警固を担当。
安政年間（1854年～1860年）から明治初期にかけて安房勝山藩、小浜藩、黒羽藩、烏山藩、笠間藩、加納藩の各藩もタライカ湾岸の静香川周辺に拠点を築き警固についた。
慶応3年（1867年）樺太雑居条約で樺太全島が日露雑居地とされた。

### 大政奉還後
大政奉還後の慶応4年（1868年）4月12日、箱館裁判所(閏4月24日に箱館府と改称)の管轄 を経て、明治2年（1869年）開拓使直轄領となり、同年、北蝦夷地を樺太州（国）と改称。明治3年（1870年）樺太開拓使領を経て、明治4年（1871年）開拓使直轄領に復し8月29日、廃藩置県となる。このころ行われた文明開化期の事象としては、神仏分離令、壬申戸籍編製、散髪脱刀令、平民苗字必称義務令公布などが挙げられる。アイヌは百姓身分だったため、平民となった。明治8年（1875年）、樺太千島交換条約によりロシア領とされた。ただし、同条約第六款において日本人の漁業権が認められ、露領時代の敷香郡域沿岸は東海岸漁区（中知床岬から北知床岬まで）の範囲に含まれた。

#### ロシアの侵出
1867年の樺太雑居条約の締結で樺太全土を日露雑居地とされた後、樺太放棄までにシスカにロシア人砦を築き侵出。

### 日本領復帰後
- 1905年（明治38年）
  - 7月 - 日露戦争・樺太の戦いで、日本軍第13師団が占領。31日、在樺太ロシア軍降伏。
  - 8月1日 - 軍政が敷かれる。
  - 8月28日 - 内務省下樺太民政署の管轄となる。
  - 9月1日 - 日露休戦条約を締結。
  - 9月4日 - 樺太民政署、豊原に支所、内路に出張所を開設。
  - 9月5日 - ポーツマス条約締結により日本領に復帰。
- 1907年（明治40年）3月14日 - 内務省の下部組織樺太庁発足、ウラジミロフカ支庁シスカ出張所の管轄となる。
- 1908年（明治41年）4月 - 敷香支庁の管轄となる。
- 1909年（明治42年） - 樺太庁令で、「部落総代規定」を制定。主要集落に町村長に相当する総代を置き、行政事務をおこなうこととした。

### 郡発足以降の沿革
- 1915年（大正4年）6月26日 - 「樺太ノ郡町村編制ニ関スル件」（大正4年勅令第101号）の施行により、行政区画としての敷香郡が発足。発足時は内路村、敷香村、多来可村、遠岸村が所属。敷香支庁が管轄。（4村）
- 1918年（大正7年） - 共通法（大正7年法律第39号）（大正7年4月17日施行）1条2項で、樺太を内地に含むと規定[35] され、終戦まで基本的に国内法が適用されることとなった。
- 1920年（大正9年） 5月1日 - 大正9年勅令第124号（樺太ニ施行スル法律ノ特例ニ関スル件）[36] 公布。本郡にはニヴフやウィルタのほか、サンダー、キーリン、ヤクートが居住していることから、樺太に施行される法律に、勅令により若干の地方的又は種族法的な性質を有する特例を設けるとされた。ただし、勅令第124号廃止まで内地に準ずる扱いは変わらず。オタスの項も参照。
- 1922年（大正11年）4月1日 - 「樺太ノ地方制度ニ関スル法律」（大正10年4月8日法律第47号）と、その細則「樺太町村制」（大正11年1月23日勅令第8号）を同時に施行。「部落総代規定」廃止。
- 1923年（大正12年）4月1日（1村）
  - 内路村が新問郡新問村と合併して新問郡新路村となる。
  - 多来可村・遠岸村が敷香村に合併。
- 1929年（昭和4年）7月1日 - 樺太町村制の施行により、以下の変更が行われる。（3村）
  - 敷香村（二級町村）が発足。
  - 新問郡新路村の一部に内路村（二級町村）、残部に泊岸村（二級町村）がそれぞれ発足し、本郡の所属となる。
- 1930年（昭和5年）7月1日 - 敷香村が町制施行して敷香町（二級町村）となる。（1町2村）
- 1933年（昭和8年）7月1日 - 敷香町が一級町村となる。
- 1942年（昭和17年）11月 - 散江郡を合併。散江村（二級町村）が本郡の所属となる。（1町3村）
- 1943年（昭和18年）
  - 4月1日 - 「樺太ニ施行スル法律ノ特例ニ関スル件」（大正9年勅令第124号）が廃止され、内地編入。
  - 6月1日 - 樺太町村制が廃止され、樺太で町村制が施行される。二級町村は指定町村となる。
- 1945年（昭和20年）8月22日 - 日ソ中立条約を破棄したソ連軍の樺太侵攻後、ソビエト連邦により占拠される。
- 1949年（昭和24年）6月1日 - 国家行政組織法の施行のため法的に樺太庁が廃止。同日敷香郡消滅。